# Токкара Монтгомері
Токкара Монтгомері (англ. Toccara Montgomery; нар. 30 грудня 1982, Клівленд, Огайо) — американська борчиня вільного стилю, дворазова срібна призерка чемпіонатів світу, дворазова чемпіонка Панамериканських чемпіонатів, чемпіонка Панамериканських ігор, володарка Кубку світу, учасниця Олімпійських ігор.

## Життєпис
Боротьбою почала займатися з 1998 року. Двічі — у 2000 та 2001 роках ставала срібною призеркою чемпіонатів світу серед юніорів.
Виступала за борцівський клуб «Sunkist Kids» зі Скоттсдейла, Аризона. Тренери — Джо Корсо, Кіп Фланік. Завершила виступи на борцівському килимі у віці 21 року після літніх Олімпійських ігор 2004 року в Афінах, на яких посіла 7 місце.
Після завершення спортивної кар'єри перейшла на тренерську роботу. Тренує жіночу команду з боротьби Лінденвудського університету. З 21 команди в Асоціації жіночої боротьби коледжів США (англ. Women’s College Wrestling Association), Токкара Монтгомері є єдиним головним тренером жіночої статі.

## Спортивні результати на міжнародних змаганнях

### Виступи на Олімпіадах
| Змагання                    | Збірна | Вагова категорія          | Місце |
| --------------------------- | ------ | ------------------------- | ----- |
| Літні Олімпійські ігри 2004 | США    | жіноча боротьба, до 72 кг | 7     |

### Виступи на Чемпіонатах світу
| Змагання                        | Збірна | Вагова категорія          | Місце  |
| ------------------------------- | ------ | ------------------------- | ------ |
| Чемпіонат світу з боротьби 2001 | США    | жіноча боротьба, до 68 кг | Срібло |
| Чемпіонат світу з боротьби 2002 | США    | жіноча боротьба, до 72 кг | 10     |
| Чемпіонат світу з боротьби 2003 | США    | жіноча боротьба, до 72 кг | Срібло |

### Виступи на Панамериканських чемпіонатах
| Змагання                                   | Збірна | Вагова категорія          | Місце  |
| ------------------------------------------ | ------ | ------------------------- | ------ |
| Панамериканський чемпіонат з боротьби 2002 | США    | жіноча боротьба, до 67 кг | Золото |
| Панамериканський чемпіонат з боротьби 2003 | США    | жіноча боротьба, до 72 кг | Золото |

### Виступи на Панамериканських іграх
| Змагання                  | Збірна | Вагова категорія          | Місце  |
| ------------------------- | ------ | ------------------------- | ------ |
| Панамериканські ігри 2003 | США    | жіноча боротьба, до 72 кг | Золото |

### Виступи на Кубках світу
| Змагання                    | Збірна | Вагова категорія          | Місце  |
| --------------------------- | ------ | ------------------------- | ------ |
| Кубок світу з боротьби 2003 | США    | жіноча боротьба, до 72 кг | Золото |

### Виступи на інших змаганнях
| Змагання                               | Збірна | Вагова категорія          | Місце  |
| -------------------------------------- | ------ | ------------------------- | ------ |
| Міжнародний меморіал Дейва Шульца 2000 | США    | жіноча боротьба, до 62 кг | Бронза |
| Austrian Ladies Open 2000              | США    | жіноча боротьба, до 68 кг | Золото |
| Міжнародний меморіал Дейва Шульца 2002 | США    | жіноча боротьба, до 67 кг | Золото |
| Manitoba Open 2003                     | США    | жіноча боротьба, до 72 кг | Бронза |
| Міжнародний меморіал Дейва Шульца 2003 | США    | жіноча боротьба, до 72 кг | Золото |
| Тестовий турнір FILA 2004              | США    | жіноча боротьба, до 72 кг | Бронза |
| Міжнародний меморіал Дейва Шульца 2004 | США    | жіноча боротьба, до 72 кг | Бронза |

### Виступи на змаганнях молодших вікових груп
| Змагання                                      | Збірна | Вагова категорія          | Місце  |
| --------------------------------------------- | ------ | ------------------------- | ------ |
| Чемпіонат світу з боротьби серед юніорів 2000 | США    | жіноча боротьба, до 68 кг | Срібло |
| Чемпіонат світу з боротьби серед юніорів 2001 | США    | жіноча боротьба, до 68 кг | Срібло |